# پل کونیسه-کارنو
پل کونیسه-کارنو (به فرانسوی: Paul Cunisset-Carnot) نویسنده، حقوقدان و سیاستمدار قرن نوزدهم میلادی اهل فرانسه است.